# Katsuhira Tokushi
Katsuhira Tokushi (japanisch 勝平 得之; * 6. April 1904 in Akita, Präfektur Akita; † 4. Januar 1971 ebenda) war ein japanischer Holzschnittkünstler. Er gilt sowohl als Sōsaku-Hanga-Künstler als auch als Vertreter der Bauernkunst-Bewegung. Sein Geburtsname war Katsuhira Tokuharu (勝平徳治).

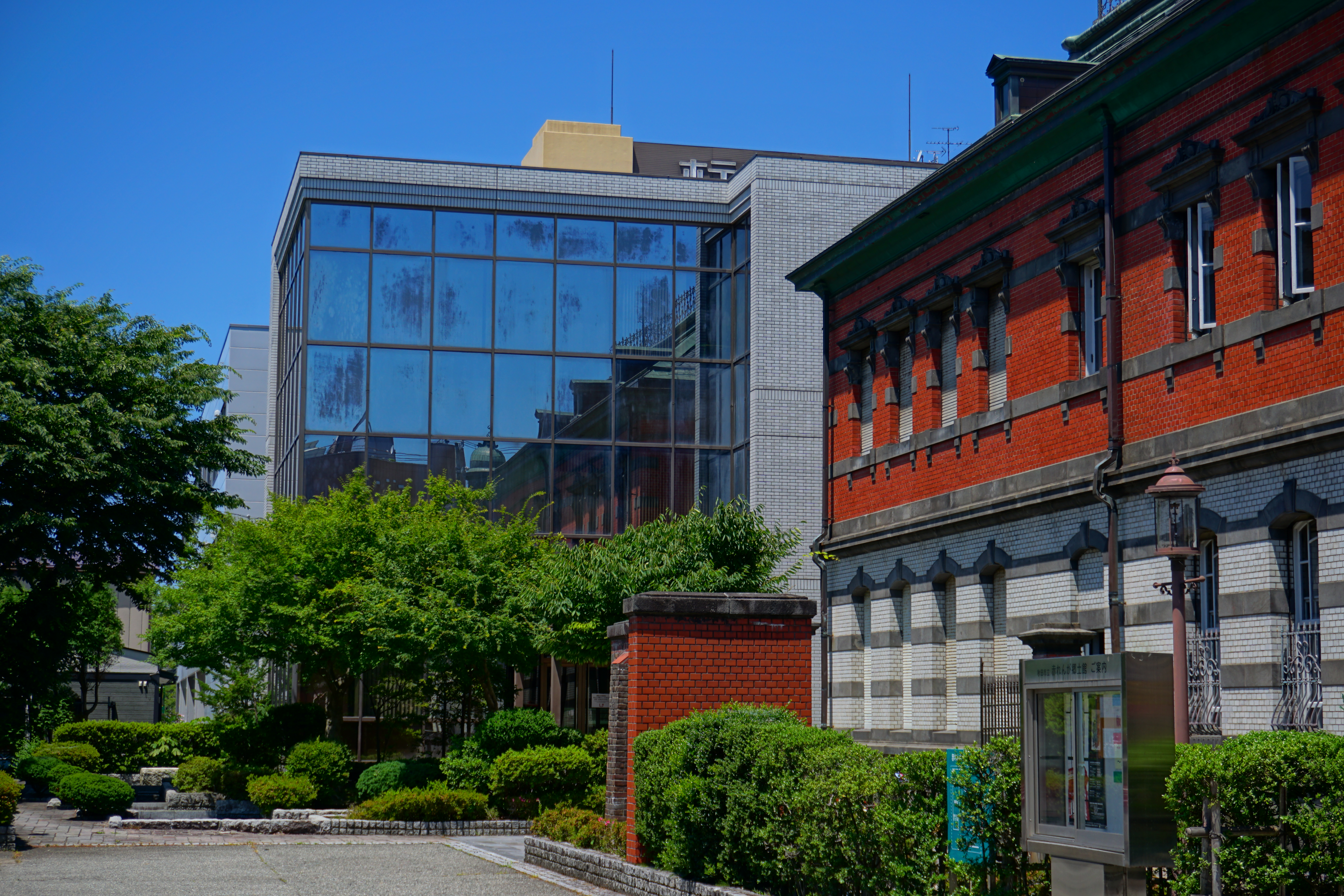
Katsuhira Tokushi Memorial Museum, untergebracht im Akarengakan-Museum, Akita

## Leben
Tokushi wuchs in einer Familie auf, die in der Papierherstellung und im Stuckateurhandwerk tätig war. Schon in jungen Jahren begann er, sich für die Malerei zu interessieren und wurde von den Werken von Yumeji Takehisa inspiriert. Diese Faszination führte ihn dazu, sich der Ukiyo-e-Holzschnittkunst zuzuwenden. 1928 entwickelte er eine neue Technik des farbigen Holzschnitts, die er selbst entwarf, schnitzte und druckte. Im Jahr 1929 nahm er mit seinen Arbeiten Sotogawa yakei (外濠夜景, Nachtansicht des äußeren Grabens) und Yatsuhashi kaidō (八橋街道, Yatsuhashi-Straße) an der Ausstellung der Japanischen Druckgrafikvereinigung (日本版画協会展) teil. Ab 1931 nahm Tokushi regelmäßig an der Teiten (帝展) teil und wurde zunehmend bekannt. Durch seine Werke und den Einfluss von Künstlern wie Bruno Taut wurde seine Kunst in die Welt eingeführt. Im Museum für Ostasiatische Kunst (Köln) sind rund 70 seiner Werke zu finden.
Tokushi wurde für seine Verdienste um die Kunst mit mehreren Preisen ausgezeichnet, darunter der Kulturpreis der Präfektur Akita, der Kulturpreis der Stadt Akita und der Kahoku Kulturpreis (河北文化賞). Katsuhira Tokushi verstarb am 4. Januar 1971 im Akita Stadtkrankenhaus im Alter von 66 Jahren an Magenkrebs.

## Werke
Zu seinen bekanntesten Werken gehören:
- Akita jūni kei (秋田十二景, 12 Ansichten von Akita)
- Akita fūzoku juttai (秋田風俗十態, Zehn Ansichten der Sitten und Gewohnheiten in Akita)
- Hana shidai (花四題, Vier Blumenbilder)
- Dainichidō bugaku zu (大日堂舞楽図, Tanz und Musik im Dainichi-Tempel)
- Kome saku shidai (米作四題, Vier Szenen der Reisernte)

## Auszeichnungen
- Kulturpreis der Präfektur Akita
- Kulturpreis der Stadt Akita
- Kahoku Kulturpreis